# Stylatula antillarum
Stylatula antillarum är en korallart som beskrevs av Rudolf Albert von Kölliker 1872. Stylatula antillarum ingår i släktet Stylatula och familjen Virgulariidae. Inga underarter finns listade i Catalogue of Life.